# Vratnička sahat-kula
Vratnička sahat-kula je posljednja sahat-kula sagrađena u Bosni i Hercegovini za vrijeme osmanlijske vlasti. Sagrađena je 1874. godine u Vratniku (Sarajevo). Bila je jedina izgrađena od drveta te poslije zbog tog razloga i srušena. Zato što je srušena, Gradačačka sahat-kula je preostala i nju se smatra posljednjom sahat-kulom izgrađenom tipičnim metodama od kamena.